# Andromaca (Racine)
Andromaca (în franceză Andromaque) este o tragedie în cinci acte și în versuri de Jean Racine, scrisă în 1667 și reprezentată pentru prima oară la castelul Louvre la 17 noiembrie 1667. Conține 1.648 de versuri alexandrine.
Argumentul piesei se rezumă într-o singură frază: Orest o iubește pe Hermiona, care îl iubește pe Pyrus, care o iubește pe Andromaca, aceasta caută să-l protejeze pe fiul său Astyanax râmânând fidelă amintirii soțului său, Hector, ucis în timpul Războiului Troiei.
Racine se inspiră din cânturile  Iliadei  de Homer, îndeosebi pentru figura Andromacăi. Istoria ei fusese deja tratată de Euripide în piesele Andromaca și Troienele, aceasta din urmă fiind adaptată mai târziu de Seneca, însă Racine citează în prima sa prefață Eneida de Vergilius ca sursă principală de referință.

## Origine
După ce s-a făcut cunoscut prin La Thébaïde și Alexandre le Grand, piese care nu prea mai sunt jucate în zilele noastre, Racine cunoaște gloria cu Andromaque, cea de a treia sa tragedie. Opera este dedicată Henriettei a Angliei. A fost jucată pentru prima oară la 17 noiembrie 1667 în fața reginei de către trupa Hôtel de Bourgogne, la castelul Louvre. Rolul titular a fost susținut de Mademoiselle Du Parc. Piesa a avut un mare succes în fața curții emoționate de lirismul nou al acestei tragedii.
A fost totuși criticată de către rivalii săi, între care Subligny care a adunat cele mai multe reproșuri făcute tragediei într-o comedie, La Folle Querelle, jucată anul următor de trupa lui de Molière.

Potrivit lui Voltaire, 
„Sunt prezente două intrigi în Andromaque de Racine,cea a Hermionei iubită de Orest și disprețuită de Pyrus, cea a Andromacăi, care ar vrea să-și salveze fiul și să rămână fidelă sufletului soțului ei decedat, Hector. Dar aceste două interese, aceste planuri sunt atât de fericit împreunate încât, dacă piesa n-ar fi un pic slăbită de câteva scene de cochetărie și de dragoste mai demne de Terentius decât de Sofocle, ar fi prima tragedie a teatrului francez.”

Potrivit criticului Félix Guirand, piesa constituie o cotitură în istoria  teatrului francez prin aceea că Racine 
„reînnoiește genul tragic substituind tragediei eroice a lui Corneille și tragediei romanești  a lui Quinault, tragedia pur umană, fondată pe analiza pasiunilor și îndeosebi a dragostei.”
 Pe de altă parte, autorul privilegiază 
„o dicțiune simplă, care reproduce cu dezinvoltură aparența prozei, fără să piardă vreodată culoarea poetică,”
 contrastând cu 
„stilul umflat, pompos și cu păcere declamator al lui Corneille.”
Contrar altor piese ale lui Racine, succesul piesei Andromaque nu a cedat niciunei epoci și piesa a fost mereu una dintre cele mai jucate la Comedia Franceză  /  fr:Comédie-Française.

## Personajele

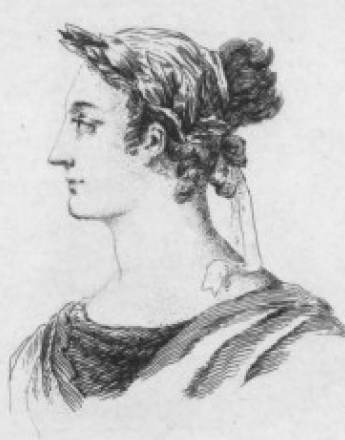
Mademoiselle Du Parc, creatoarea rolului Andromaca (portret din 1858).

Actorii citați în lista de mai jos au fost primii interpreți ai acestor roluri.
- Andromaca, văduva lui Hector, sclava lui Pyrus[6], mama lui Astyanax, prințesă troiană : Mademoiselle Du Parc
- Pyrus, fiul lui Ahile, regele Epirului : Floridor
- Orest, fiul lui Agamemnon : Montfleury (care avea atunci 60 de ani)
- Hermiona, fiica Elenei, făgăduită lui Pyrus[6]: Mademoiselle des Œillets
- Pylade, prietenul și confidentul lui Orest
- Cleona, confidenta Hermionei
- Cefisa, confidenta Andromacăi
- Fenix, învățătorul lui Ahile, apoi al lui Pyrus
- Alaiul lui Orest

## Intriga

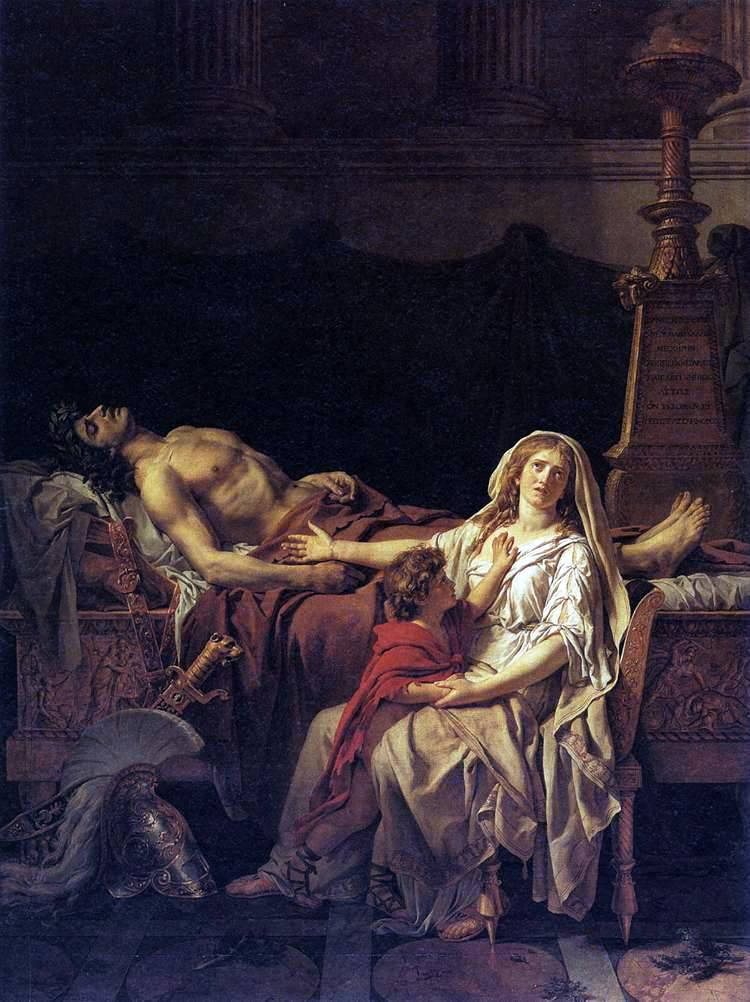
Jacques-Louis David, Durerea și Regretele Andromacăi lângă corpul lui Hector (1783)

După Războiul Troiei, în cursul căruia Ahile l-a ucis pe Hector, soția acestuia din urmă, Andromaca, este făcută prizonieră împreună cu fiul său Astyanax de către Pyrus fiul lui Ahile. Pyrus se îndrăgostește de ea, în timp ce, în principiu, trebuia să o ia în căsătorie pe Hermiona, fiica regelui Spartei Menelaus și a Elenei.
Structura este aceea a unui lanț amoros cu sens unic: Orest o iubește pe Hermiona, care vrea să-i placă lui Pyrus, care o iubește pe Andromaca, care îl iubește matern pe Astyanax și pe soțul său Hector, care este mort. Sosirea lui Orest la curtea lui Pyrus marchează declanșarea unei reacții care, treptat, va face să explodeze lanțul dislocându-l. Importanța temei galante este un rest al piesei precedente a lui Racine, Alexandru cel Mare.
Scena se petrece la Butrota, cetate în Epir, într-o sală a palatului lui Pyrus.

## Vezi și
- Listă de piese de teatru franceze